# Dan Gibson
Dan Gibson (19 tháng 1 năm 1922 - 18 tháng 3 năm 2006) là một nhiếp ảnh gia, nhà điện ảnh và nhà ghi âm người Canada. Ông được biết đến như là người tiên phong trong kỹ thuật ghi âm cuộc sống hoang dã nói riêng và thiên nhiên nói chung. Gia đình ông gồm vợ là Helen và 4 người con là Mary-Jane, Holly, Dan, và Gordon.

## Tiểu sử
Dan Gibson sinh ra tại thành phố Montréal và sớm bộc lộ tình yêu thiên nhiên từ khi còn nhỏ.
Năm 1946, ông thành lập công ty Dan Gibson Productions Ltd và bắt đầu sự nghiệp làm phim thiên nhiên và series truyền hình. Một số bản thu âm đầu tiên của ông đã được phát hành trên dạng đĩa trong những năm 1950 và 1960.

Năm 1981, ở độ tuổi 59 khi mà hầu hết mọi người đang nghĩ đến việc giải nghệ thì ông bắt đầu ở đỉnh cao sự nghiệp với việc cho ra thương hiệu âm nhạc thiên nhiên của riêng mình mang tên Solitudes và trải qua một thời gian dài sáng tác với hơn 150 album, nhãn hiệu Solitudes đã thật sự đánh bóng tên tuổi của ông không chỉ ở trong mà còn ngoài nước. 

Logo DVD đầu tiên của Dan Gibson, Natural Beauty

 23 năm sau, ông phát hành DVD âm nhạc lớn đầu tiên của mình với tên gọi Natural Beauty.
Năm 1994, Ông được tặng Huân chương Canada cho các thành tựu về âm nhạc cũng như điện ảnh của mình. Năm 1997, ông đã được trao giải thưởng Thành tựu Đặc biệt Walt Grealis tại lễ trao Giải thưởng Juno ở Hamilton, Ontario.
Ngày 18 tháng 3 2006 Dan Gibson qua đời tại thành phố Toronto và đứa con Solitudes của ông đã được thế giới công nhận là một trong những thương hiệu âm nhạc cao cấp nhất trên thế giới. Sau khi Dan mất,con trai của ông là Gordon cùng các đối tác của mình và người bạn lâu năm Andy Burgess thay Dan kiểm soát công ty và tiếp tục phát triển thương hiệu Solitudes.

## Sản phẩm chính
- Wings In The Wilderness - Phim chiếu (Dẫn chuyện Lorne Greene)
- Audubon Wildlife Theatre - series 78 tập phim truyền hình
- Wildlife Cinema - loạt phim truyền hình nhiều tập
- To The Wild Country - series 10 tập phim truyền hình (Dẫn chuyện Lorne Greene)
- Wild Canada - loạt phim truyền hình nhiều tập

## Giải thưởng điện ảnh
- Whitethroat - Giải thưởng Golden Gate - Liên hoan phim San Francisco 1965
- Land of the Loon - Phim truyền hình xuất sắc nhất của năm và Giấy chứng nhận danh dự cho những đóng góp xuất sắc đến nghệ thuật điện ảnh từ CSC, Giải thưởng Điện ảnh Canada 1967
- Adventure Trent Severn - Giải thưởng Công trạng, Giải thưởng Điện ảnh Canada 1967
- Winter Potpourri - Giải thưởng Công trạng Nhà văn tổ chức Ngoài trời của Michigan 1969
- Sounds of Nature - Etrog cho âm thanh hay nhất trong một bộ phim không-sân khấu, Giải thưởng Điện ảnh Canada 1971
- Fly Geese F-L-Y - Blue Ribbon, giải thưởng cho phim hay nhất của trẻ em, Liên hoan phim Mỹ 1972
- Golden Autumn - Teddy Award, 1973 Liên hoan phim Quốc gia-Du lịch ngoài trời của Mỹ
- Dan Gibson's Nature Family - Phim động vật hoang dã hay nhất của năm, Giải thưởng Điện ảnh Canada 1972
- Return of the Giants - Phim động vật hoang dã hay nhất của năm, Giải thưởng Điện ảnh Canada 1973
- Land of the Big Ice - Phim động vật hoang dã hay nhất của năm, Giải thưởng Điện ảnh Canada 1974
- Wings In The Wilderness - Etrog cho âm thanh hay nhất trong một phim không-sân khấu và Giấy chứng nhận danh dự cho những đóng góp xuất sắc đến nghệ thuật điện ảnh từ CSC, Giải thưởng Điện ảnh Canada 1975
- Return of the Winged Giants - John Muir Giải thưởng cho phim sinh thái hay nhất, 1977 Liên hoan phim Giáo dục Quốc gia, Mỹ và Phim Động vật hoang dã hay nhất, Liên hoan phim quốc tế tại Saskatchewan 1977

## Giải thưởng album
- Album Solitudes đã bán được hơn 20.000.000 tập trên toàn thế giới
- Album Solitudes 15 đã được chứng nhận vàng (50.000 đơn vị bán ra) tại Canada
- Album Solitudes 11 đã được chứng nhận Bạch kim (100.000 đơn vị bán ra), hoặc đa-Bạch kim.

## Danh sách đĩa nhạc
Một số album phổ biến là:
- Forest Cello [2]

Logo của album Forest Cello

Logo của album Emerald Forest

- Emerald Forest: A Celtic Sanctuary [3]
- Spring Awakening [4]
- Solitudes 25: Silver Anniversary Collection [5]
- Best of Solitudes: 20th Anniversary [6]
- Listen to the Mockingbird [7]
- Loon Echo Lake [8]
- Natural Beauty DVD [9]
- Rolling Thunder [10]
- Wildlife Identification by Sound [11]